# Jorge Sincelo
Jorge Sincelo  ou Jorge, o Monge, denominado assim pelo seu ofício eclesiástico, foi secretário pessoal ("sincelo") do patriarca de Constantinopla Tarásio e viveu em finais do século VIII e começos do IX.
É a principal fonte de conhecimento e transmissão da Aegyptiaca, ou História do Egito de Manetão, na sua obra Eklogué Cronografias, uma história do mundo que partindo de Adão chegava até a época do imperador Diocleciano.
Sincelo queria demonstrar que Jesus Cristo nascera no ano de 5500 depois da Criação do Mundo, descrevendo, indiretamente, a história de 31 dinastias egípcias que atingiam do Dilúvio Universal até os tempos de Dario I, servindo-se dos epítomes de Manetão.
Dos seus textos somente perduraram dois manuscritos, o de 1021, e o de Paris, o melhor de ambos.
Sincelo utilizou para compor a sua obra o epítome de Eusébio de Cesareia, citando-o, e possivelmente o de Júlio Africano, indiretamente, através de outros manuscritos. Também deve ter conhecido outras obras, consideradas pseudo-manetonianas, como o Livro de Sozis e a Crônica Antiga.